# Kristoffer Skjerping
Kristoffer Skjerping (Bergen, 4 mei 1993) is een Noors voormalig wielrenner die in 2019 reed voor Uno-X Norwegian Development Team. Daarvoor reed Skjerping onder meer voor Cannondale-Drapac. In 2014 werd hij derde op wereldkampioenschap wielrennen voor beloften, achter zijn landgenoot Sven Erik Bystrøm en de Australiër Caleb Ewan.

## Belangrijkste overwinningen
2013
 Noors kampioen op de weg, Beloften
2014
1e etappe Ronde van de Toekomst
2019
Ringerike GP
Gylne Gutuer

## Resultaten in voornaamste wedstrijden
| Jaar | Ronde van Italië | Ronde van Frankrijk | Ronde van Spanje |
| ---- | ---------------- | ------------------- | ---------------- |
| 2015 |                  |                     |                  |
| 2016 |                  |                     |                  |
| 2017 |                  |                     |                  |

| Jaar | Ronde van Vlaanderen | Parijs-Roubaix | Gent-Wevelgem |  | WK op de weg |
| ---- | -------------------- | -------------- | ------------- |  | ------------ |
| 2015 | 127e                 | opgave         | opgave        |  |              |
| 2016 | opgave               |                |               |  | opgave       |
| 2017 |                      |                |               |  | opgave       |

## Ploegen
- 2012 –  Joker-Merida
- 2013 –  Joker Merida
- 2014 –  Team Joker
- 2015 –  Team Cannondale-Garmin
- 2016 –  Cannondale-Drapac Pro Cycling Team[2]
- 2017 –  Joker Icopal
- 2018 –  Joker Icopal
- 2019 –  Uno-X Norwegian Development Team

Acevedo · van Baarle · Bauer · Bettiol · Brown · Cardoso · Danielson · Dombrowski · Formolo · Haas · Hesjedal · Howes · T.King · B.King · Koren · Langeveld · Marangoni · Martin · Mohorič · Moser · Navardauskas · Norman Hansen · Skjerping · Slagter · Talansky · Villella · Zepuntke · Bovenhuis (stagiair) · Mullen (stagiair)
van Baarle · Bauer · Bettiol · Bevin · Breschel · Brown · Cardoso · Clarke · Craddock · Dombrowski · Formolo · Gaimon · Howes · King · Koren · Langeveld · Marangoni · Moser · Mullen · Navardauskas · Rolland · Skjerping · Skujiņš · Slagter · Talansky · Urán · Villella · Wippert · Woods · Zepuntke · Dibben (stagiair)
Aasheim · Dahl · Evensen · Forfang · Hagen · Hoelgaard · Hoem · Knotten · Røinås · Skjerping · Tiller · Vangstad